# Miles Franklin Award

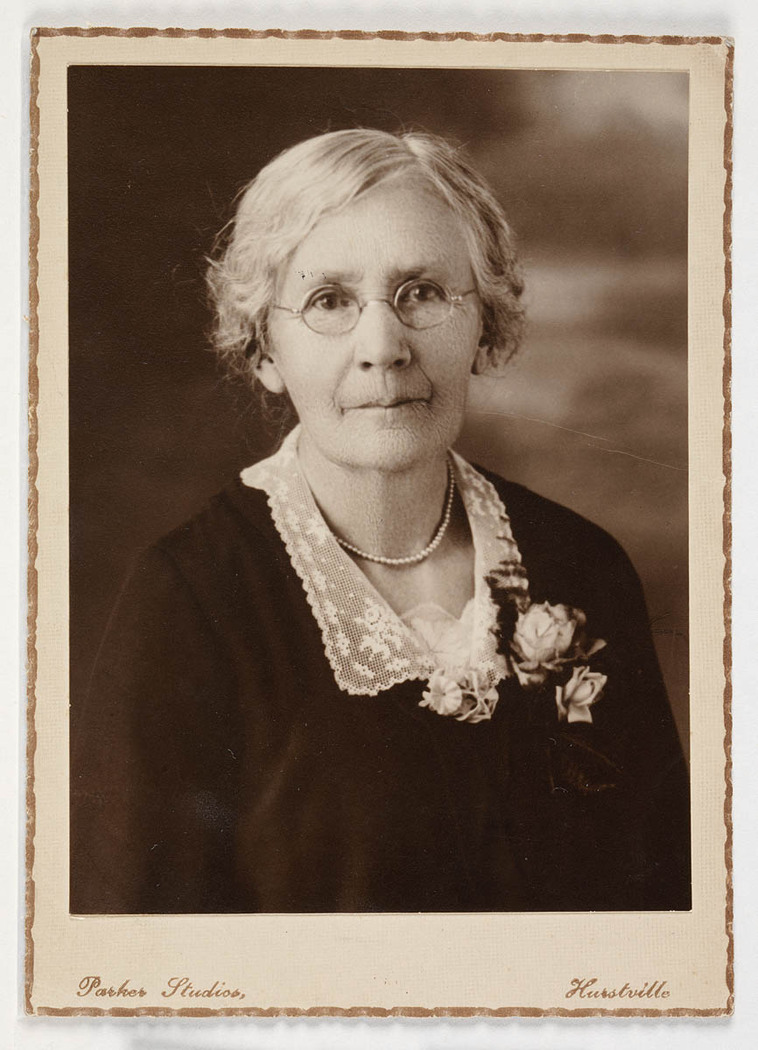
Miles Franklin Award upprättades 1957 i enlighet med författaren Miles Franklins testamente.

Miles Franklin Award är ett årligt australiskt litteraturpris. Priset instiftades 1957 i enlighet med författaren Miles Franklins testamente. Priset anses vara Australiens mest prestigefyllda litteraturpris och 2015 var prissumman motsvarande en halv miljon svenska kronor.

## Pristagare
- 1957: Voss, Patrick White
- 1958: To the Islands, Randolph Stow
- 1959: The Big Fellow, Vance Palmer
- 1960: The Irishman, Elizabeth O'Conner
- 1961: Riders in the Chariot, (svensk titel De fyra utkorade) Patrick White
- 1962: The Well Dressed Explorer, Thea Astley; The Cupboard Under the Stairs, George Turner
- 1963: Careful He Might Hear You, Sumner Locke Elliott
- 1964: My Brother Jack, George Henry Johnston
- 1965: The Slow Natives, Thea Astley
- 1966: Trap, Peter Mathers
- 1967: Bring Larks and Heroes, Thomas Keneally
- 1968: Three Cheers for the Paraclete, Thomas Keneally
- 1969: Clean Straw for Nothing, George Henry Johnston
- 1970: A Horse of Air, Dal Stivens
- 1971: The Unknown Industrial Prisoner, David Ireland
- 1972: The Acolyte, Thea Astley
- 1973: Ingen pristagare
- 1974: The Mango Tree, Ronald McKie
- 1975: Poor Fellow My Country, Xavier Herbert
- 1976: The Glass Canoe, David Ireland
- 1977: Swords and Crowns and Rings, Ruth Park
- 1978: Tirra Lirra by the River, Jessica Anderson
- 1979: A Woman of the Future, David Ireland
- 1980: The Impersonators, Jessica Anderson
- 1981: Bliss (svensk titel: Fröjd), Peter Carey
- 1982: Just Relations, Rodney Hall
- 1983: Ingen pristagare
- 1984: Shallows, Tim Winton
- 1985: The Doubleman, Christopher John Koch
- 1986: The Well, Elizabeth Jolley
- 1987: Dancing on Coral, Glenda Adams
- 1988: Inget pris
- 1989: Oscar and Lucinda (svensk titel: Oscar & Lucinda), Peter Carey
- 1990: Oceana Fine, Tom Flood
- 1991: The Great World, David Malouf
- 1992: Cloudstreet, Tim Winton
- 1993: The Ancestor Game, Alex Miller
- 1994: The Grisly Wife, Rodney Hall
- 1995: The Hand That Signed the Paper, Helen Demidenko
- 1996: Highways to a War, Christopher John Koch
- 1997: The Glade within the Grove, David Foster
- 1998: Jack Maggs, Peter Carey
- 1999: Eucalyptus, Murray Bail
- 2000: Drylands, Thea Astley; Benang, Kim Scott
- 2001: Dark Palace, Frank Moorhouse
- 2002: Dirt Music, Tim Winton
- 2003: Journey to the Stone Country, Alex Miller
- 2004: The Great Fire, Shirley Hazzard
- 2005: The White Earth, Andrew McGahan
- 2006: The Ballad of Desmond Kale, Roger McDonald
- 2007: Carpentaria, Alexis Wright
- 2008: The Time We Have Taken, Steven Carroll
- 2009: Breath, Tim Winton
- 2010: Truth (svensk titel: Sanning), Peter Temple
- 2011: That Deadman Dance, Kim Scott
- 2012: All That I Am (svensk titel: Allt som är jag), Anna Funder
- 2013: Questions of Travel, Michelle de Kretser
- 2014: All The Birds, Singing, Evie Wyld
- 2015: The Eye of the Sheep, Sofie Laguna
- 2016: Black Rock White City, A. S. Patrić
- 2017: Extinctions, Josephine Wilson
- 2018: The Life to Come, Michelle de Kretser
- 2019: Too Much Lip, Melissa Lucashenko
- 2020: The Yield, Tara June Winch
- 2021: The Labyrinth, Amanda Lohrey
- 2022: Bodies of Light, Jennifer Down
- 2023: Chai Time at Cinnamon Gardens, Shankari Chandran

## Pristagare som vunnit flera gånger
- (4) Thea Astley: 1962, 1965, 1972, 2000
- (4) Tim Winton: 1984, 1992, 2002, 2009
- (3) Peter Carey: 1981, 1989, 1998
- (3) David Ireland: 1971, 1976, 1979
- (2) Jessica Anderson: 1978, 1980
- (2) Rodney Hall: 1982, 1994
- (2) Thomas Keneally: 1967, 1968
- (2) Michelle de Kretser: 2013, 2018
- (2) George Johnston: 1964, 1969
- (2) Christopher Koch: 1985, 1996
- (2) Alex Miller: 1993, 2003
- (2) Kim Scott: 2000, 2011
- (2) Patrick White: 1957, 1961